# Geranium sanguineum
Geranium sanguineum là một loài thực vật thân thảo thuộc chi Mỏ hạc, họ Mỏ hạc.

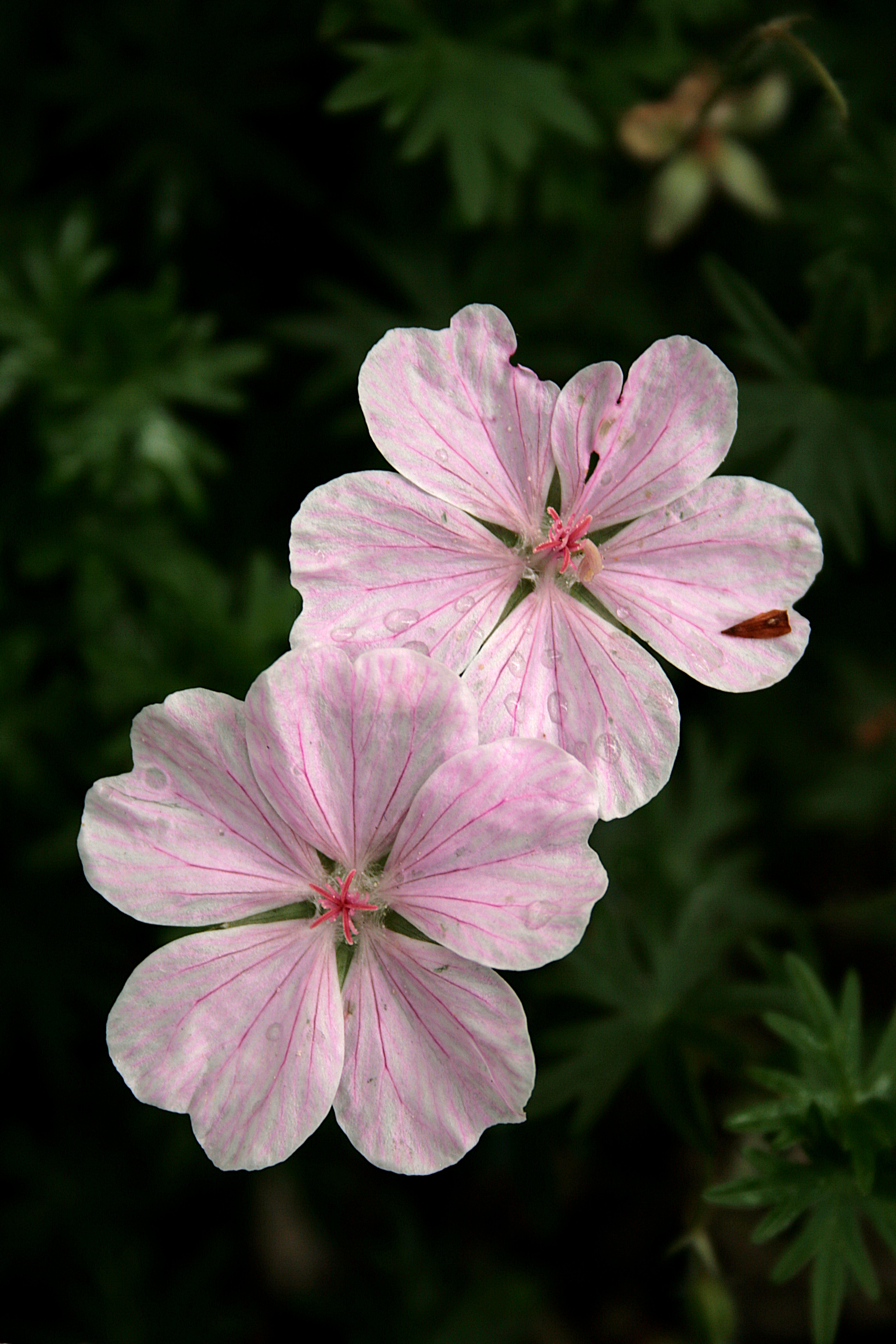
Geranium sanguineum 'Striatum'

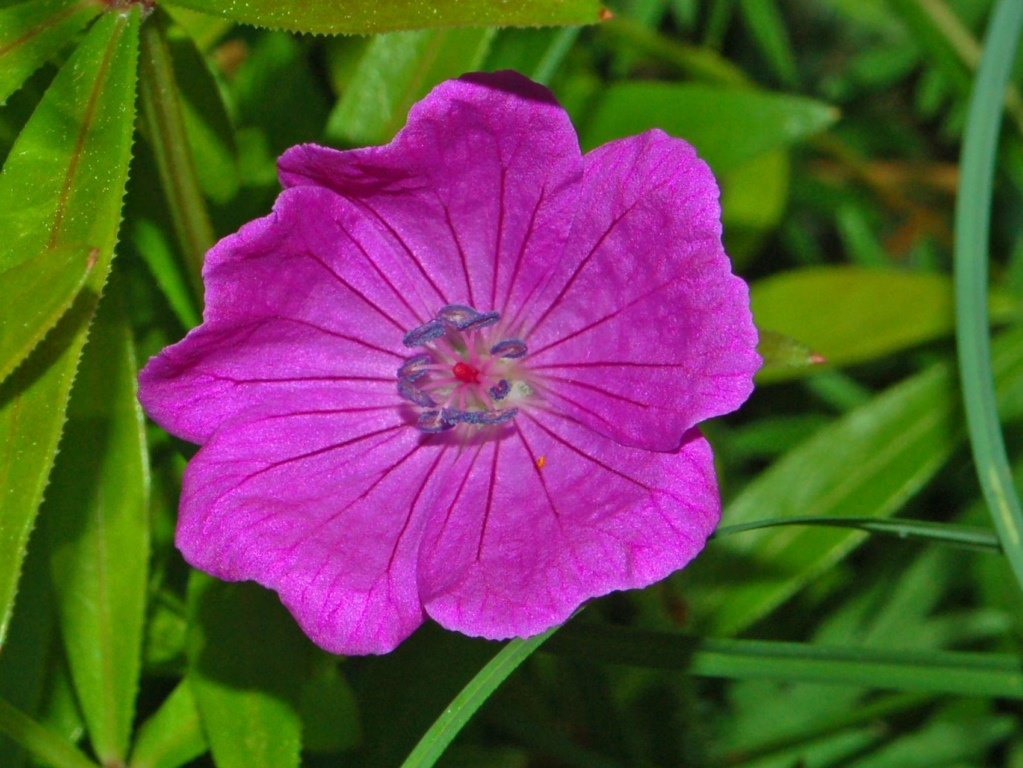
Hoa Geranium sanguineum

Loài cây này cao trung bình 30–50 cm. Hoa có đường kính 2,5–4 cm và có màu tím Hoa nở từ tháng 5 đến tháng 10.
Geranium sanguineum là loài bản địa châu Âu và châu Á ôn đới.